# Coudekerque-Village
Coudekerque-Village (en neerlandés Koudekerke-Dorp),  era una comuna francesa situada en el departamento de Norte, de la región de Alta Francia, que el 1 de enero de 2016 pasó a ser una comuna delegada de la comuna nueva de Téteghem-Coudekerque-Village al fusionarse con la comuna de Téteghem.

## Historia
Hasta el 3 de octubre de 2008 se llamó Coudekerque.

## Demografía
| Gráfica de evolución demográfica de Coudekerque-Village entre 1800 y 2013 |
|                                                                           |

Los datos demográficos contemplados en este gráfico de la comuna de Coudekerque-Village se han cogido de 1800 a 1999 de la página francesa EHESS/Cassini, y los demás datos de la página del INSEE.